# Змієшиї черепахи
Змієшиї черепахи (Chelidae) — родина черепах з підряду Бокошиї черепахи. Налічує 14 родів та 52 види.

## Опис
Загальна довжина представників цієї родини коливається від 15 до 50 см. Ці черепахи не здатні втягувати шию під панцир, так що шию й голову завжди видно спереду. Пластрон у них складається з 9-ти кісткових щитків, а у більшості видів у карапакса розвинена непарна шийна пластинка. Шия у цих черепах дуже довга, зокрема, у австралійської зміїношийної черепахи шия разом з головою дорівнює по довжині тулубу.
Більшість видів цієї родини забарвлені досить невиразно. Найцікавіший зовнішній вигляд має черепаха Матамата, її голова і шия обвішані низкою фестончатих шкірних клаптиків.

## Спосіб життя
Полюбляють річки та озера. Живляться переважно тваринною їжею, зокрема рибою, безхребетними.
Самиці відкладають до 20 яєць.

## Розповсюдження
Мешкають у Південній Америці, Австралії та на Новій Гвінеї.

## Роди
- Acanthochelys
- Chelodina
- Chelus
- Elseya
- Elusor
- Emydura
- Hydromedusa
- Mesoclemmys
- Myuchelys
- Phrynops
- Platemys
- Pseudemydura
- Rheodytes
- Rhinemys

### Викопні роди
- Рід †Bonapartemys (Lapparent de Broin & de la Fuente, 2001)[2]
- Рід †Linderochelys (de la Fuente et al., 2007)
- Рід †Lomalatachelys (Lapparent de Broin & de la Fuente, 2001)
- Рід †Prochelidella (Lapparent de Broin & de la Fuente, 2001)
- Рід †Palaeophrynops (Lapparent de Broin & de la Fuente, 2001)
- Рід †Parahydraspis (Wieland, 1923)
- Рід †Yaminuechelys (de la Fuente et al., 2001)